# Bengt-Åke Gustafsson
Bengt-Åke Gustafsson (Karlskoga, 23 marzo 1958) è un allenatore di hockey su ghiaccio ed ex hockeista su ghiaccio svedese.

## Carriera

### Giocatore
Ha iniziato la sua carriera da giocatore con il KB Karlskoga in patria nella stagione 1973-74. Per due stagioni ha militato nel Färjestads BK, prima di giocare per un anno (1978-79) in WHA con gli Edmonton Oilers. È quindi approdato in NHL con i Washington Capitals, in cui ha militato dal 1980-81 al 1988-89, eccezion fatta che per una parentesi al Bofors IK nel 1986-87. 
Dal 1989-90 al 1992-93 è ritornato a giocare con il Färjestads BK, mentre dal 1993-94 al 1998-99 ha giocato in Austria con il VEU Feldkirch, vincendo ben cinque scudetti e un'European Hockey League (1998). Con la nazionale svedese ha preso parte ai Giochi olimpici invernali 1992 e a cinque edizioni dei campionati mondiali (1979, 1981, 1983, 1987 e 1991), conquistando quattro medaglie. Nel 2003 è stato incluso nella IIHF Hall of Fame come giocatore.

### Allenatore
La sua carriera da allenatore è iniziata appena dopo il ritiro con il VEU Feldkirch. Ha allenato in Svizzera l'SC Langnau (1999-2001) e in Svezia il Färjestads BK, con cui ha conquistato il titolo svedese nel 2002.
Nel febbraio 2005 è stato nominato allenatore della nazionale svedese, che ha portato alla conquista del titolo olimpico alle Olimpiadi invernali 2006 svoltesi a Torino e a due medaglie mondiali, una d'oro nel 2006 e una di bronzo ai campionati mondiali 2009. Ha lasciato la nazionale svedese nel maggio 2010.
Nell'ottobre 2010 è diventato allenatore del club svizzero dei ZSC Lions. Nel maggio 2011 è approdato alla guida dell'Atlant Moskovskaja Oblast', club di KHL. Nel dicembre 2012 è stato scelto come tecnico del club tedesco del Nürnberg Ice Tigers, mentre nell'ottobre 2013 è tornato a guidare gli svizzeri dell'SC Langnau. 

## Palmarès

### Giocatore
Mondiali
- 4 medaglie:
  - 2 ori (1987, 1991)
  - 1 argento (1981)
  - 1 bronzo (1979)

### Allenatore
Olimpiadi invernali
- 1 medaglia:
  - 1 oro (Torino 2006)

Mondiali
- 2 medaglie:
  - 1 oro (2006)
  - 1 bronzo (2009)